# Home Means Nevada
"Home Means Nevada" es la canción oficial del estado de Nevada. La escribió Bertha Rafetto en 1932 y fue adoptada oficialmente por la Legislatura de Nevada en 1933.

## Letra
Way out in the land of the setting sun,
Where the wind blows wild and free,
There's a lovely spot, just the only one
That means home sweet home to me.
If you follow the old Kit Carson trail,
Until desert meets the hills,
Oh you certainly will agree with me,
It's the place of a thousand thrills.
Home, means Nevada,
Home, means the hills,
Home, means the sagebrush and the pine.
Out by the Truckee River silvery rills,
Out where the sun always shines,
There is the land that I love the best,
Fairer than all I can see.
Right in the heart of the golden west
Home, means Nevada to me.
Whenever the sun at the close of day,
Colors all the western sky,
Oh my heart returns to the desert grey
And the mountains tow'ring high.
Where the moon beams play in shadowed glen,
With the spotted fawn and doe,
All the live long night until morning light,
Is the loveliest place I know.
Home, means Nevada,
Home, means the hills,
Home, means the sage and the pines.
Out by the Truckee's silvery rills,
Out where the sun always shines,
There is the land that I love the best,
Fairer than all I can see.
Right in the heart of the golden west
Home, means Nevada to me.

## Traducción al español
Salida en la tierra del sol poniente,
Cuando el viento sopla salvaje y libre,
Hay un lugar encantador, tan sólo el único
Eso significa hogar, dulce hogar para mí.
Si usted sigue el antiguo camino Kit Carson,
Hasta el desierto se encuentra con las montañas,
Oh que sin duda estarán de acuerdo conmigo,
Es el lugar de las mil emociones.
Vivienda, los medios de Nevada,
Vivienda, los medios de las colinas,
Casa, significa que la artemisa y el pino.
Por los surcos del río Truckee plateado,
Dónde está el sol siempre brilla,
No es la tierra que me encanta el mejor,
Más justo que todo lo que puedo ver.
Justo en el corazón del oeste de oro
Vivienda, los medios de Nevada para mí.
Cuando el sol al final del día,
Todos los colores el cielo del oeste,
Oh, mi corazón vuelve a la gris del desierto
Y las montañas tow'ring alta.
Cuando las vigas de la luna juegan en Glen sombra,
Con el cervatillo manchado y el DOE,
Toda la noche en vivo hasta el amanecer,
Es la más bella lugar que conozco.
Vivienda, los medios de Nevada,
Vivienda, los medios de las colinas,
Casa, significa que el sabio y los pinos.
Por surcos plateados del Truckee,
Dónde está el sol siempre brilla,
No es la tierra que me encanta el mejor,
Más justo que todo lo que puedo ver.
Justo en el corazón del oeste de oro
Vivienda, los medios de Nevada para mí.